# Lijst van steden en dorpen in Armenië

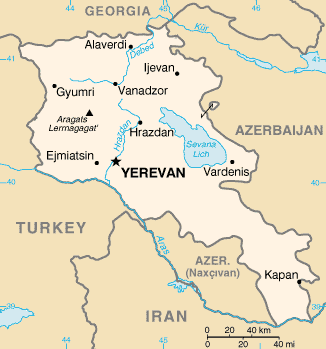
Grootste steden van Armenië

Dit is een lijst van steden en dorp in Armenië. Zie ook Bestuurlijke indeling van Armenië

## Steden
| - Abovjan - Agarak - Achtala - Alaverdi - Aparan - Ararat - Armavir - Artasjat - Artik - Artsvasjen - Asjtarak - Berd - Bjoeregavan - Dastakert - Darakert - Dilidzjan - Dzjermoek - Etsjmiadzin (religieuze hoofdstad) - Gavar - Goris - Gjoemri (vroeger Alexandropol en Leninakan) - Hrazdan - Idzjevan - Jechegnadzor - Jegvard - Jerevan (hoofdstad) - Kadzjaran | - Kapan - Maralik - Martoeni - Masis - Megri - Metsamor - Nojemberjan - Nor Hatsjen - Odzoen - Sevan - Sjamloeg - Sisian - Spitak - Stepanavan - Talin - Tasjir - Toemanjan - Tsachkadzor - Tsjambarak - Tsjarentsavan - Vajk - Vanadzor (vroeger Karaklis en Kirovakan) - Vardenis - Vedi - Zvartnots |

## Tien grootste steden
1. Jerevan - 1.088.300
2. Gjoemri - 211.700
3. Vanadzor - 90.000
4. Etsjmiadzin - 51.100
5. Hrazdan - 43.800
6. Abovjan - 38.800
7. Kapan- 34.600
8. Alaverdi - 28.700
9. Gavar - 23.200
10. Artasjat - 22.500

## Dorpen
| - Abovjan - Atsjadzjoer - Acharkut - Agarak - Agarak - Agarak - Agarak - Agarakadzor - Aghavnadzor - Aghavnadzor - Agavnatoen - Aghavnavank - Aghberk - Aghin - Aghitu - Aghnjadzor - Aghtsk - Aghvani - Aghvorik - Ahnidzor - Akhlatyan - Akhpradzor - Akhurik - Akhuryan - Aknaghbyur - Aknalich - Aknashen - Akner - Akori - Akunk - Akunk - Akunk - Alagyaz - Alapars - Alvank - Alvar - Amasia - Amasia - Amberd - Amrakits - Amre Taza - Angeghakot - Ani kayarani - Anipemza - Antaramej - Antaramut - Antarashat - Antarut - Anushavan - Apaga - Apaven - Apnagyugh - Ara - Aragats - Aragats - Aragats - Aragatsotn - Aragyugh - Arajadzor - Araks - Araks - Araksavan - Aralez - Aramus - Arapi - Ararat (village) - Aratashen - Aravus - Arazap - Arbat - Archis - Ardenis - Ardvi - Areg - Aregnadem - Areguni - Areni - Arevabuyr - Arevadasht - Arevashat - Arevashogh - Arevatsag - Arevik - Arevik - Arevis - Arevshat - Arevshat - Argavand - Argavand - Argel - Argina - Arin - Arinj - Arjut - Armash - Armavir (village) - Arpeni - Arpi - Arpunk - Arshaluys - Artabuynk - Artamet - Artanish - Artashar - Artashavan - Artavan - Artavaz - Arteni - Artimet - Artsni - Artsvaberd - Artsvanik - Artsvanist - Artsvashen - Aruch - Arzakan - Arzni - Ashnak - Ashotavan - Ashotsk - Astghadzor - Atan - Avan - Avazan - Avshar - Avshen - Avtona - Aygavan - Aygebats - Aygedzor - Aygehat - Aygehovit - Aygek - Aygepar - Aygepat - Aygeshat - Aygeshat - Aygestan - Aygezard - Aygut - Ayntap - Ayrk - Azat - Azatamut - Azatan - Azatashen - Azatavan - Azatek - Aznvadzor | - Bagaran - Baghanis - Baghramyan - Baghramyan - Baghramyan - Bagratashen - Bagravan - Balahovit - Balak - Bambakashat - Bandivan - Bardzrashen - Bardzravan - Bardzruni - Barekamavan - Barozh - Bashgyugh - Bavra - Bayandur - Baysz - Bazmaghbyur - Bazum - Beniamin - Berdashen - Berdavan - Berdik - Berdkunk - Berkaber - Berkanush - Berkarat - Berkashat - Bjni - Blagodarnoye - Bnunis - Bovadzor - Brnakot - Burastan - Buzhakan - Byurakan - Byuravan - Chakaten - Chapni - Chinari - Chinchin - Chiva - Chkalov - Chkalovka - Chknagh - Chochkan - Choratan - Dalar - Dalarik - Darakert - Daranak - Darbas - Darbnik - Darpas - Dasht - Dashtadem - Dashtadem - Dashtakar - Dashtavan - Davit Bek - Davtashen - Ddmashen - Debet - Debetavan - Deghdzavan - Deghdzut - Derek - Dian - Dimitrov - Ditak - Ditavan - Doghs - Dovegh - Dovrus - Dprabak - Dprevank - Drakhtik - Dsegh - Dvin - Dzerzhinski - Dzithankov - Dzoraget - Dzoraghbyur - Dzoraglukh - Dzoragyugh (Lori) - Dzoragyugh - Dzorak - Dzorakap - Dzoramut - Dzoragyukh (Aragatsotn) - Dzorashen - Dzorastan - Dzoravank - Dzyunashogh - Fantan - Ferik - Fioletovo - Gandzak - Gandzakar - Gargar - Garnahovit - Garnarich - Garni - Gay - Gazanabutsakan p.t.k. - Geghadir - Geghadir - Geghadzor - Geghakar - Geghamabak - Geghamasar - Geghamavan - Geghanist - Geghanist - Geghanush - Geghard - Gegharkunik - Gegharot - Geghasar - Geghashen - Geghhovit - Geghi - Getahovit - Getamej - Getap - Getap - Getap - Getapnya - Getashen - Getatagh - Getazat - Getik - Getk - Ghabaghtapa - Gharibjanyan - Ghazanchi - Ghazaravan - Ghukasavan - Ghursal - Ghzljugh - Gladzor - Gndevaz - Gnishik - Gogaran - Goghovit - Goght - Goghtanik - Gomk - Goravan - Gorayk - Gosh - Griboyedov - Gtashen - Gudemnis - Gugark - Gusanagyugh - Gyalto - Gyulagarak - Gyullibulagh | - Haghartsin - Haghpat - Haghtanak - Hagvi - Hakko - Halavar - Halidzor - Hankavan - Harich - Hartagyugh - Hartashen - Hartashen - Hartavan - Harzhis - Hatis - Hatsashen - Hatsavan - Hatsavan - Hatsik - Hatsik - Hayanist - Haykadzor - Haykasar - Haykashen - Haykavan - Haykavan - Hayravank - Hayrenyats - Haytagh - Herher - Hermon - Hnaberd - Hnaberd - Hobardz - Hoghmik - Hoktember - Horbategh - Horom - Hors - Hovit - Hovk - Hovnanadzor - Hovtamej - Hovtashat - Hovtashen - Hovtashen - Hovtun - Hovuni - Hushakert - Irind - Isahakyan - Itsakar - Jaghatsadzor - Jajur kayaranin kits - Jajur - Jamshlu - Janfida - Jil - Jiliza - Jraber - Jradzor - Jrahovit - Jrambar - Jrapi - Jrarat - Jrarat - Jrarat - Jrarati trchnafabrika - Jrashen - Jrashen - Jrashen - Jrvezh - Jujevan - Kachachkut - Kaghnut - Kaghsi - Kaghtsrashen - Kajarants - Kakavadzor - Kakavasar - Kakhakn - Kalavan - Kamaris - Kamo - Kanachut - Kanakeravan - Kaps - Kaputan - Karaberd - Karaberd - Karadzor - Karaglukh - Karahunj - Karakert - Karashamb - Karashen - Karbi - Karchaghbyur - Karchevan - Karenis - Karin - Karinj - Karkop - Karmir Aghek - Karmirgyugh - Karmrakar - Karmrashen - Karmrashen - Karmravan - Karnut - Kasakh - Kashuni - Katnaghbyur - Katnaghbyur - Katnaghbyur - Katnajur - Katnarat - Keti - Khachaghbyur - Khachardzan - Khachik - Khachpar - Khalaj - Khanjyan - Khashtarak - Khdrants - Khnatsakh - Khndzoresk - Khndzorut - Khnkoyan - Khnusik - Khoronk - Khot - Khoznavar - Kirants - Koghb - Koghbavan - Koghes - Kornidzor - Kosh - Kotayk - Koti - Krasar - Krashen - Kuchak - Kuris - Kurtan - Kut - Kutakan | - Lanjaghbyur - Lanjanist - Lanjar - Lanjazat - Lanjik - Lchap - Lchashen - Lchavan - Lchkadzor - Lehvaz - Lejan - Lenughi - Lermontov - Lernadzor - Lernagog - Lernagyugh - Lernahovit - Lernakert - Lernamerdz - Lernanist - Lernantsk - Lernapar - Lernapat - Lernarot - Lernavan - Lernut - Lichk - Lichk - Lor - Lori Berd - Lorut - Ltsen - Lukashin - Lusadzor - Lusaghbyur (Aragatsotn) - Lusaghbyur (Lori) - Lusaghbyur (Shirak) - Lusagyugh (Aragatsotn) - Lusagyugh (Armavir) - Lusahovit - Lusakert - Lusakn - Lusakunk - Lusarat - Lusashogh - Madina - Makenis - Malishka - Margahovit - Margara - Marmarashen - Marmarik - Marmashen - Martiros - Marts - Martuni - Masis (village) - Mastara - Mayakovski - Mayisyan - Medovka - Meghradzor - Meghrashat - Meghrashen - Meghvahovit - Melikgyugh - Merdzavan - Mets Ayrum - Mets Mantash - Mets Masrik - Mets Parni - Mets Sariar - Mets Sepasar - Metsamor - Metsavan - Mghart - Mikhayelovka - Mirak - Mkhchyan - Mosesgegh - Mrganush - Mrgashat - Mrgashen - Mrgastan - Mrgavan - Mrgavet - Mulki - Musaler - Musayelyan - Musayelyan - Mughni - Mutsk - Myasnikyan - Nahapetavan - Nalbandyan - Narek - Navur - Neghots - Nerkin Bazmaberd - Nerkin Getashen - Nerkin Hand - Nerkin Karmir aghbyur - Nerkin Khndzoresk - Nerkin Khotanan - Nerkin Sasunashen - Nerkin Shorzha - Nigatun - Nigavan - Nizami - Nor Amanos - Nor Armavir - Nor Artages - Nor Artamet - Nor Artik - Nor Aznaberd - Nor Geghi - Nor Gyugh - Nor Kesaria - Nor Khachakap - Nor Kharberd - Nor Kyank - Nor Kyank - Nor Kyurin - Nor Ughi - Nor Yedesia - Nor Yerznka - Norabak - Norabats - Norakert - Norakert - Noramarg - Norapat - Norashen - Norashen - Norashen - Norashen - Norashen - Norashen - Norashenik - Noratus - Noravan - Noravan - Novoseltsovo - Noyakert - Nshavan - Nurnus - Nyuvadi - Odzoen - Ohanavan - Okhtar - Orgov - Ortachya - Oshakan | - Paghaghbyur - Pambak - Pambak - Panik - Parakar - Paravakar - Parpi - Partizak - Paruyr Sevak - Payahan - Pemzashen - Petrovka - Pokr Mantash - Pokr Masrik - Pokr Sariar - Pokr Sepasar - Pokr Vedi - Pokrashen - Por - Privolnoye - Proshyan - Pshatavan - Ptghavan - Ptghni - Ptghunk - Pushkino - Radiokayanin kits - Ranchpar - Rind - Rya Taza - Saghmosavan - Salli - Salut - Salvard - Samaghar - Sangyar - Saragyugh - Sarahart - Sarakap - Saralanj - Saralanj - Saralanj - Saralanj - Saramej - Sarapat - Saratak - Saratovka - Saravan - Sarchapet - Sarigyugh - Sarnaghbyur - Sarnakunk - Sarukhan - Sasunik - Sayat-Nova - Semyonovka - Sers - Sevaberd - Sevakar - Sevkar - Shaghap - Shaghat - Shaghik - Shahumyan - Shahumyan - Shahumyan - Shahumyani trchnafabrika - Shaki - Shamiram - Shamut - Shatin - Shatjrek - Shatvan - Shenatagh - Shenavan - Shenavan - Shenavan - Shenik - Shenkani - Shgharshik - Shikahogh - Shinuhayr - Shirak - Shirakamut - Shirakavan - Shnogh - Shorzha - Shrvenants - Shurnukh - Shvanidzor - Sipan - Sipanik - Sis - Sisavan - Sizavet - Soflu - Solak - Sorik - Sotk - Sovetakan - Spandaryan - Spandaryan - Srashen - Surenavan - Suser - Svarants - Sverdlov - Syunik - Talvorik - Tanahat - Tandzatap - Tandzaver - Tandzut - Taperakan - Taratumb - Taronik - Tashtun - Tasik - Tatev - Tavshut - Tazagyugh - Tegh - Teghenik - Tegher - Teghut - Teghut - Tlik - Tolors - Torfavan - Torosgyugh - Torunik - Tovuz - Tretuk - Tsaghkaber - Tsaghkahovit - Tsaghkalanj - Tsaghkasar - Tsaghkashat - Tsaghkashen - Tsaghkashen - Tsaghkavan - Tsaghkavan - Tsaghkunk - Tsaghkunk - Tsaghkut - Tsakkar - Tsamakasar - Tsapatagh - Tsater - Tsav - Tsghuk - Tsiatsan - Tsilkar - Tsoghamarg - Tsovagyugh - Tsovak - Tsovazard - Tsovinar - Ttujur - Ttujur - Tufashen | - Ujan - Urasar - Urtsadzor - Urtsalanj - Urut - Ushi - Uyts - Uzhanis - Vaghashen - Vaghatin - Vaghatur - Vahagnadzor - Vahagni - Vahan - Vahramaberd - Vahravar - Vanand - Vanashen - Vanek - Vanevan - Varagavan - Vardablur - Vardablur - Vardadzor - Vardaghbyur - Vardahovit - Vardakar - Vardanashen - Vardanidzor - Vardashat - Vardashen - Vardenik - Vardenis - Vardenut - Varser - Vazashen - Vedu ginu gortsaranin kits - Verin Artashat - Verin Bazmaberd - Verin Dvin - Verin Getashen - Verin Gyodaklu - Verin Karmir aghbyur - Verin Khotanan - Verin Kyorplu - Verin Ptghni - Verin Sasunashen - Verin Sasunik - Verin Shorzha - Verishen - Vernashen - Voghjaberd - Voghji - Vorotan - Vorotan - Voskehask - Voskehat - Voskehat - Voskepar - Vosketap - Vosketas - Voskevan - Voskevaz - Vostan - Yaghdan - Yegheg - Yeghegis - Yeghegnavan - Yeghegnut - Yeghegnut - Yeghipatrush - Yeghnik - Yeghvard - Yelpin - Yenokavan - Yeranos - Yeraskh - Yeraskhahun - Yerazgavors - Yernjatap - Yervandashat - Zangakatun - Zar - Zarinja - Zarishat - Zaritap - Zartonk - Zedea - Zhdanov - Zolakar - Zorakert - Zoravan - Zovaber - Zovasar - Zovashen - Zovk - Zovuni - Zuygaghbyur |